# In viaggio verso Bountiful
In viaggio verso Bountiful (The Trip to Bountiful) è un film del 1985 diretto da Peter Masterson e interpretato da Geraldine Page, John Heard, Richard Bradford e Rebecca De Mornay. La pellicola è un adattamento cinematografico della pièce teatrale di Horton Foote che si occupò di scrivere anche la sceneggiatura.

## Trama
La vicenda è ambientata a Houston nel 1947. La vecchia signora Carrie Watts è costretta a vivere con l'amato, ma vile, figlio Ludie e a subire le umilianti vessazioni della nuora, ma il suo unico ed ultimo sogno è quello di fare ritorno alla sua piccola città natale, Bountiful.
Né il figlio né la nuora acconsentono in alcun modo a questo suo desiderio ma, dopo un'ennesima lite con quest'ultima, la vecchia Carrie si decide a intascare l'assegno della sua pensione per intraprendere da sola l'agognato viaggio.

## Remake
Nel 2014 il film ha avuto un remake televisivo, The Trip to Bountiful, diretto da Michael Wilson e interpretato da Cicely Tyson nel ruolo che fu di Geraldine Page. Il film è stato prodotto e trasmesso dalla Lifetime l'8 marzo 2014. Esso ha raccolto svariate nomination a premi importanti come l'Emmy (Miglior film per la televisione e Miglior attrice protagonista in una miniserie o film) e gli Screen Actors Guild (Miglior attrice in un film televisivo o mini-serie).

## Riconoscimenti
- 1986 - Premio Oscar
  - Migliore attrice protagonista a Geraldine Page
  - Nomination Migliore sceneggiatura non originale a Horton Foote
- 1986 - Golden Globe
  - Nomination Miglior attrice in un film drammatico a Geraldine Page
- 1986 - Independent Spirit Awards
  - Miglior attrice protagonista a Geraldine Page
  - Miglior sceneggiatura a Horton Foote
  - Nomination Miglior film a Horton Foote e Sterling Van Wagenen
  - Nomination Miglior regista a Peter Masterson
- 1986 - Boston Society of Film Critics Awards
  - Migliore attrice a Geraldine Page